# Mesociclone

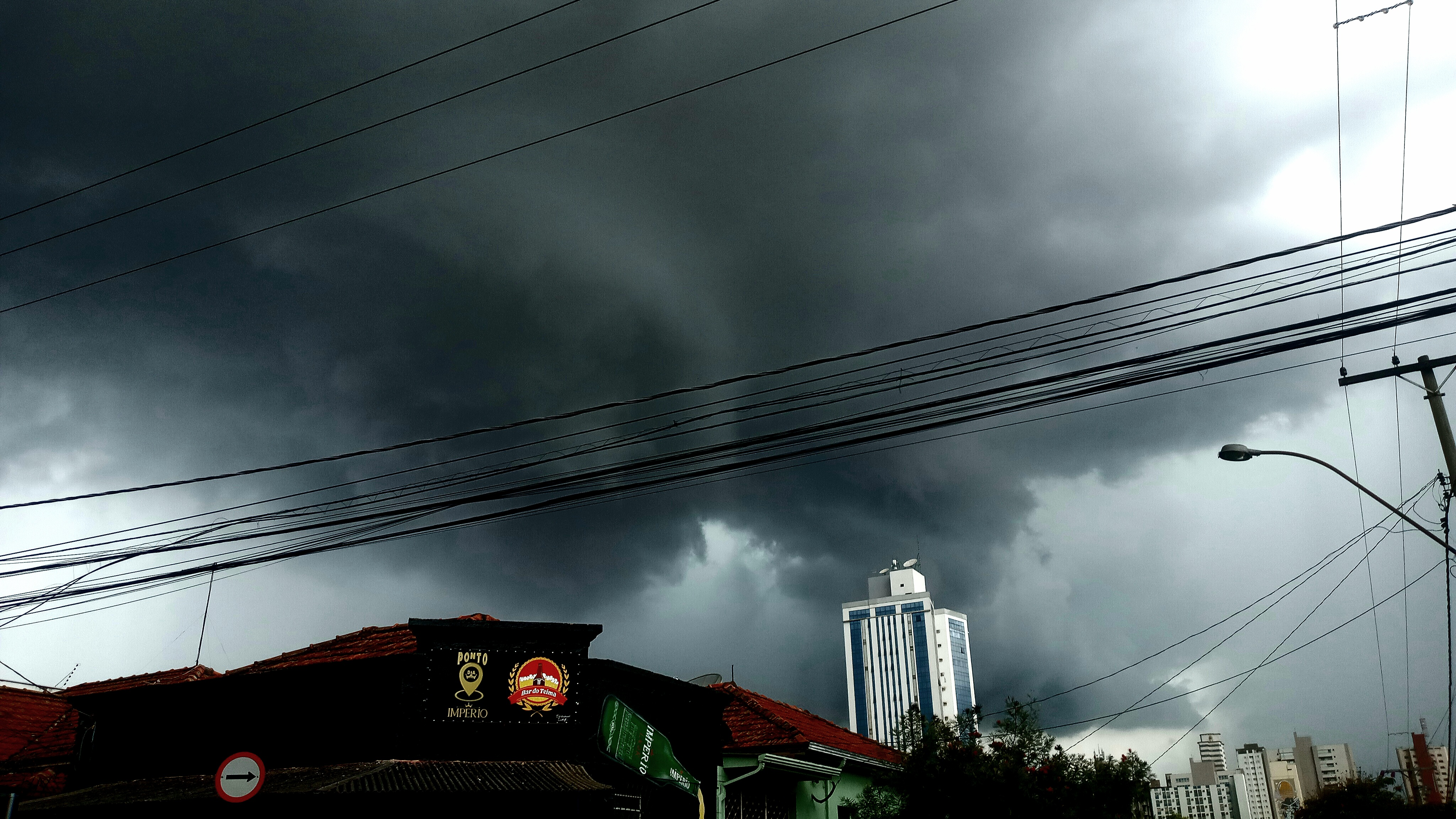
Mesociclone (à esquerda) na região central de Piracicaba, São Paulo, Brasil, em 28 de janeiro de 2025

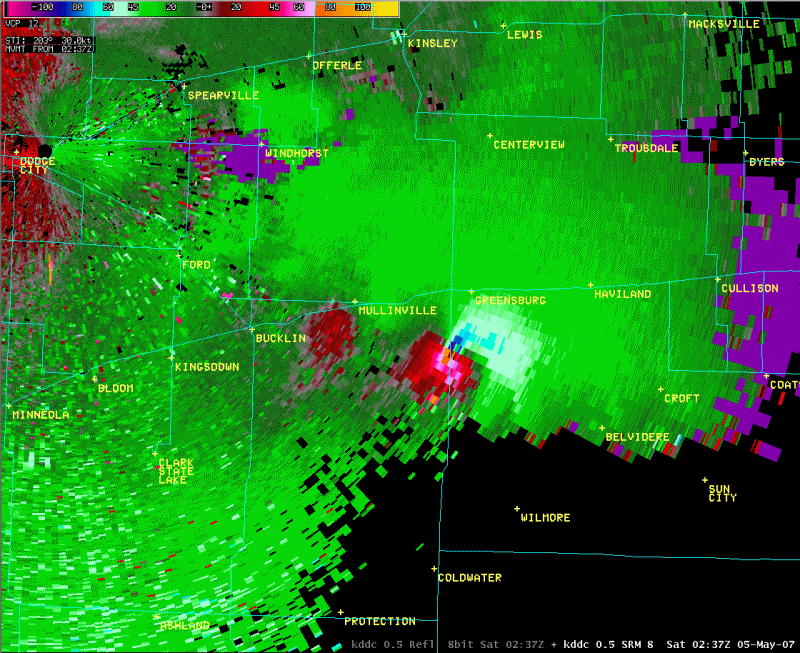
Um mesociclone do tornado sob Greensburg, Kansas, indicado no radar meteorológico Doppler.

Um mesociclone é um vórtice de ar, de aproximadamente 2 a 10 km de diâmetro (na mesoescala de meteorologia), dentro de uma tempestade convectiva. Isto se dá pelo ar que sobe e gira em torno de um eixo vertical, geralmente na mesma direção que os sistemas de baixa pressão em um determinado hemisfério. São, em sua maioria, ciclônicos, isto é, associados a regiões de baixa pressão localizadas dentro de um forte temporal com relâmpago e trovão. Essas tempestades podem apresentar características de fortes ventos de superfície e violentos granizos. Os mesociclones muitas vezes ocorrem em conjunto com movimentos ascendentes de ar em supercélulas, onde os tornados podem se formar.
Em geral, os mesociclones são relativamente localizados: podem posicionar-se entre a escala sinótica (centenas de quilômetros) e a escala menor (centenas de metros).